# هیستوریا فرانکاروم
هیستوریا فِرانکاروم کویی چِپِرونت ایروزالِم که با نام کوتاه‌شدهٔ هیستوریا فِرانْکاروم (به لاتین: Historia Francorum؛ به انگلیسی: History of the Franks who captured Jerusalem؛ به فارسی: تاریخ فرانک‌های مسخرکننده اورشلیم؛ به عربی: تاریخ الفرنجه غزاه بیت‌المقدس) نیز شناخته می‌شود، رویدادنامه‌ای تاریخی‌ست که توسط ریمون آگیلی در باب نخستین جنگ صلیبی در انتهای قرن ۱۱ و ابتدای قرن ۱۲ میلادی (از ۱۰۹۸ تا ۱۱۰۰ میلادی) نوشته شده‌است.
ریمون آگیلی از کشیشان وزلی بود که در جریان جنگ صلیبی اول به همراه آدهمار لپوی و ریموند کنت سن‌جیل عازم شرق شد. وی طی این سفر تمامی مشاهدات عینی خود را همانند نویسنده گمنام گشتا فرانکاروم در کتاب هیستوریا فرانکاروم ثبت کرد. وی در این کتاب، وقایع را از زمان حرکت صلیبیون فرانسوی به سمت دالماسیا آغاز و تا نبرد عسقلان با نثری ملال‌آور و خسته‌کننده در ۱۵ فصل شرح داده‌است. با این حال، ریمون این کتاب را بیشتر بر اساس اعمال و کردار ریموند کنت سن‌جیل به رشته تحریر درآورد؛ اما برخلاف نویسنده گشتا که از هواخواهان بوهموند بود، وی از خطاها و اشتباهات ریموند گذر نمی‌کرد. وی نوشتن این کتاب را از زمان محاصره انطاکیه در سال ۱۰۹۸ آغاز کرد و احتمالاً تا سال ۱۱۰۰ آن را به پایان رساند.
این کتاب دارای ویژگی‌هایی است که می‌توان به دقیق و کامل بودن اطلاعات، عدم تعصب نسبت به ریموند در قیاس با نویسنده گشتا، ثبت گزارش‌های شفاهی و شنیده‌های موثق، اقتباس از مطالب پندآموز و اخلاقی و ذکر روابط میان صلیبیون، مسلمانان و بیزانسی‌ها و خصومت میان کلیسای قسطنطنیه و رم اشاره کرد.

## پیش‌زمینه تاریخی

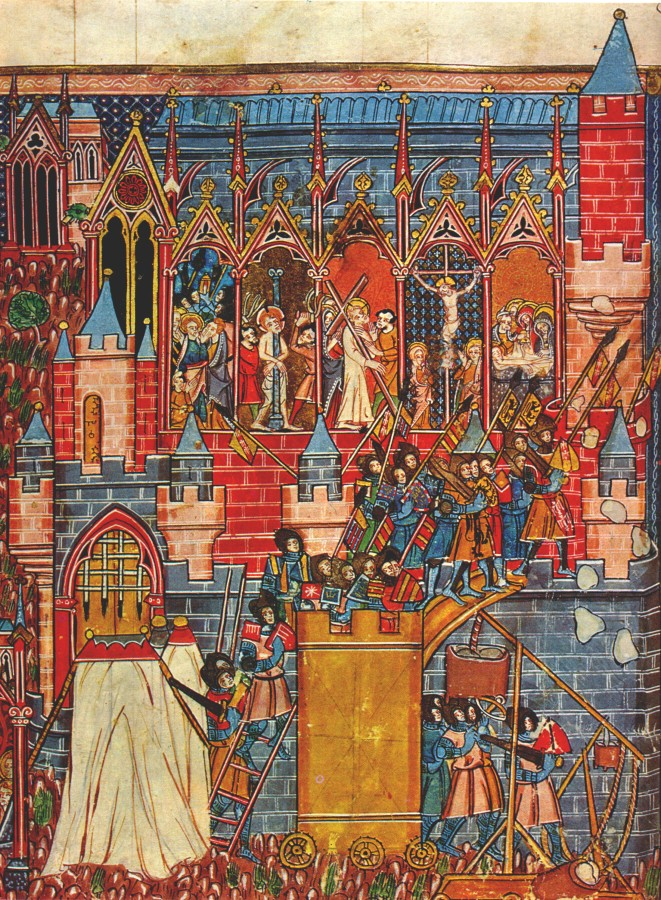
محاصره اورشلیم، تصویر شده در نسخه‌ای خطی از قرون وسطی

نخستین جنگ صلیبی، نخستین جنگ از سری جنگ‌های صلیبی بود که برای بازپس‌گیری سرزمین مقدس روی داد و به‌وسیلهٔ پاپ اوربان دوم در جریان شورای کلرمونت، در سال ۱۰۹۵ م، اعلان شده بود. پس از آنکه بسیاری از مناطق تحت کنترل بیزانس در آناتولی بدست ترکان سلجوقی افتاد، پاپ خواستار گسیل نیرویی نظامی، برای یاری امپراتوری بیزانس شد. اردوکشیِ اشرافِ بلندپایهٔ فرانسوی — که با نام جنگ صلیبی شاهزادگان شناخته می‌شود — منجر به تسخیر دوبارهٔ آناتولی و حتی سرزمین مقدس (شام) شد که از ابتدای سدهٔ هفتم میلادی و در زمان گسترش اسلام به دست مسلمانان افتاده بود. سرزمین مقدس در ژوئیهٔ ۱۰۹۹ م، در جریان بازپس‌گیری اورشلیم به دست صلیبیون افتاد و پادشاهی اورشلیم در آن برپا شد.
این اردوکشی در پاسخ به درخواست کمک نظامی از سوی آلکسیوس یکم، امپراتور بیزانس به وقوع پیوست. اوربان، سخنرانی‌اش را در شورای کلرمونت به تصمیم‌گیری در مورد این موضوع خاص اختصاص داد و پیشنهاد محاصرهٔ جنگی شهرهای نیقیه و انطاکیه که به تازگی اشغال شده بودند را مطرح نمود؛ اگرچه، طبق اظهارات شاهدان عینی که پس از سال ۱۱۰۰ م به‌نگارش درآمده‌است، پاپ در سخنرانی‌اش در کلرمونت از اورشلیم و سرزمین مقدس به عنوان هدفی فرعی یاد کرده‌بود.
جنگ صلیبی موفقیت‌آمیز شاهزادگان پس از جنگ صلیبی عوام‌الناس به وقوع پیوست. جنگ صلیبی عوام‌الناس یکی از جنگ‌های صلیبی مشهور به‌شمار می‌رود که به دعوت پیتر راهب در بهار ۱۰۹۶ م برپا شده‌بود. او علیه ترکان در آناتولی حرکت کرد ولی در مسیرش در راینلند به مردم یهودی حمله نمود. او و مردم صلیبی پیروش، سرانجام در ماه اکتبر از ترکان به سختی شکست خوردند.
جنگ صلیبی شاهزادگان که در مقایسه از سازماندهی نظامی و جنگی بسیار بهتری برخوردار بود، در اواخر تابستان ۱۰۹۶ م آغاز شد و سپاه آنان در میانهٔ نوامبر ۱۰۹۶ تا آوریل ۱۰۹۷ م به قسطنطنیه رسید. آن‌ها به آناتولی یورش برده و نیقیه را در ژوئن ۱۰۹۶ و انطاکیه را در ۱۰۹۷ م تسخیر کردند. صلیبیون در ژوئن ۱۰۹۹ م به اورشلیم رسیدند و در جریان حمله‌ای در ۷ ژوئیهٔ ۱۰۹۹ م، شهر را به کنترل خود درآورده و مدافعان را قتل‌عام کردند. تلاش کوچک فاطمیان که برای بازپس‌گیری اورشلیم انجام گردید، توسط صلیبیون در نبرد اشکلون دفع گردید.
آن‌ها هم‌زمان با فتوحاتشان، دولت‌هایی لاتین و صلیبی مانند پادشاهی اورشلیم، کنت‌نشین طرابلس، شاهزاده‌نشین انطاکیه و کنت‌نشین ادسا را پایه‌ریزی کردند. این برخلاف آرزوهای مذهب شرقی امپراتوری بیزانس محسوب می‌گردید. آنان خواستار بازگردانی سرزمین‌هایی بودند که مسلمانان از آنان گرفته‌بودند؛ ولی اکنون بیشترشان به دست لاتین‌های کاتولیک افتاده بود.  پس از تصرف اورشلیم بیشتر صلیبیون به خانه‌هایشان بازگشتند که باعث آسیب‌پذیری پادشاهی صلیبی در مقابل مسلمانان در طول جنگ صلیبی دوم و سوم گردید.

### تاریخ‌نگاری کلاسیک جنگ‌های صلیبی
با وقوع جنگ‌های صلیبی و پیامدهای آن در غرب و جهان مسیحیت، فصلی جدید از تاریخ‌نگاری اروپایی و غیراسلامی به وجود آمد. اهمیت این جنگ‌ها که بیش از دو قرن به درازا کشیدند، به گونه‌ای است که نگاه مورخان، سیاحان، نویسندگان و شاعران متعددی را همزمان با این نبردها و پس از آن به خود جلب نموده و آثار مهمی به زبان‌های مختلف به نگارش درآمدند که هرکدام عمدتاً با توصیف رویارویی و تعاملات قدرت‌های غرب و شرق، زوایایی از تاریخ وقایع و رخدادهای سیاسی، نظامی، روابط بین‌المللی و دیپلماتیک، اجتماعی، اقتصادی، دینی مذهبی، فرهنگی، ادبی، هنری، معماری، عمرانی، جغرافیایی و طبیعی اراضی مقدس را روشن می‌سازند. منابع کلاسیک اروپایی دربارهٔ جنگ‌های صلیبی و پیامدهای آن در قالب وقایع‌نامه‌های تاریخی، سفرنامه‌ها، اسناد و مدارک رسمی، متون حقوقی و قضایی، اشعار حماسی صلیبی، ادبیات داستانی منظوم، یادداشت‌های روزانه، خاطرات شخصی، شرح‌حال پادشاهان، جغرافیای تاریخی و اقلیمی اراضی مقدس و تاریخ وقایع اورشلیم (تاریخ‌های محلی) به نگارش درآمده‌اند.
وقایع‌نامه‌های صلیبی که بخش اول دستاوردهای تاریخ‌نگارانه مکتب کلاسیک تاریخ‌نگاری اروپایی جنگ‌های صلیبی را تشکیل می‌دهند، عمدتاً از سوی مورخان اروپایی و بر همان سبک و سیاق وقایع‌نگاری در این سرزمین پدیدار شده‌اند. افزون بر این، وقوع این جنگ‌ها و پیامدهایش، الهام‌بخش شیوه‌های جدیدی در تاریخ‌نگاری اروپایی شد و تأثیرهای عمیقی بر روش‌های پژوهش‌های تاریخی و ادبی در اروپای قرون وسطی بر جای گذاشت. دربارهٔ پدیدآورندگان مکتب کلاسیک تاریخ‌نگاری اروپایی جنگ‌های صلیبی باید اذعان نمود که به استثنای تعداد محدود و انگشت‌شمار مورخان لاتین که از نزدیکان فرماندهان و پادشاهان یا افراد بالارتبه بوده‌اند، اغلب وقایع‌نگاران صلیبی از کشیشان و اسقفان برجسته کلیسا هستند که این افراد با تشویق اروپاییان با تحریک اعتقادات دینی به پیدایش نوعی تاریخ‌نگاری دینی و رهبانی همزمان با جنگ‌های صلیبی کمک کردند.
در یک تقسیم‌بندی کلی، وقایع‌نگاران اروپایی جنگ‌های صلیبی در دو دسته قرار می‌گیرند؛ دسته نخست، شرکت‌کنندگان و حاضران در این جنگ‌ها هستند که حاصل دیده‌های خود و وقایع و رخدادهای جنگ و پیامدهایش را در آثاری مستقل به نگارش درآوردند و دسته دوم، مورخانی هستند که گروهی از آنها به شرق نرفتند و عده‌ای دیگر پس از جنگ، به اورشلیم رسیدند و با اتکا و استناد به روایات شفاهی و دیده‌ها و شنیده‌های صلیبیونی که به اروپا بازگشته بودند و نیز مکتوبات و یادداشت‌های شاهدان عینی و کتاب‌های مورخان دیگر به نگارش دربارهٔ جنگ‌های صلیبی پرداخته‌اند.

## مؤلف
نویسنده کتاب، ریمون آگیلی، کشیش وزلی و وقایع‌نگار فرانسوی و از اسقفان مشهور و برجسته در شورا و مجمع کلرمون در نوامبر ۱۰۹۵ میلادی است. وی همچنین از شرکت‌کنندگان در جنگ اول صلیبی و از همراهان نزدیک و کشیش مخصوص ریموند کنت سن‌جیل در سفر به شرق بود. ریمون آگیلی، همچون مؤلف گمنام گشتا فرانکاروم، به توصیف و بیان مشاهدات عینی خود از زمینه‌ها، دلایل و مقدمات حرکت صلیبیون از جنوب فرانسه به اراضی مقدس در سال ۱۰۹۶ آغاز و تا پایان نبرد عسقلان در ۱۲ اوت ۱۰۹۹ پرداخته و این وقایع و حوادث را در این کتاب ثبت و ضبط کرده‌است. با این حال، برخی نویسندگان و ویراستاران معاصر این کتاب، بر اساس سطر آخر این کتاب از آن با عنوان کتاب ریمون یاد و تعبیر می‌کنند.
ریمون آگیلی، این کتاب را بر اساس فعالیت‌ها و اعمال ریموند کنت سن‌جیل و عملکرد ارتش فرانسه جنوبی در جنگ صلیبی اول تدوین و تألیف کرده‌است. به علاوه، بنا بر نظر ژورف فرانسوا میشو، تاریخ‌نگار قرن ۱۸ و ۱۹ میلادی، هدف ریمون از نگارش این کتاب پایان دادن به دروغ‌ها و شایعاتی بود که در غرب اروپا از سوی فراریان از جنگ به قصد منع نمودن غربی‌ها از رفتن به شرق و کمک به برداران مسیحی‌شان رواج یافته بود. با این حال، هدف و نیت ریمون از سفر به شرق در مقدمه کتاب بیان شده‌است. وی به نمایندگی از طرف خود و شخصی به نام پونز آو بالازون (به لاتین: Pons of Balazun)، به ثبت و یادداشت‌برداری از اعمال و کردار ارتش فرانسه جنوبی اقدام کرده‌است که از سوی ریموند کنت سن‌جیل و ادهمار اسقف لی‌پوی رهبری می‌شد. با این که این دو فرمانده از افراد برجسته حاضر در مجمع کلرمون بودند که از سال ۱۰۹۵ صلیب را حمل نمودند، گزارش ریمون آگیلی از زمان حرکت صلیبیون به قسطنطنیه آغاز می‌شود و اثر او فاقد وقایع قبل از لشکرکشی اول، به‌ویژه رخدادهای کلرمون است.

## محتوا
… در راه خطابه‌ها و سخنانی به ما می‌رسید که از امنیت و برادری سخن می‌گفت. شاید باید اجازه بدهید بگویم: سخنانی پدرانه از سوی امپراتور، اما همهٔ سخنان توخالی بود؛ زیرا از روبه‌رو و پشت سر، از سمت راست و چپ، ترک‌ها، کومان‌ها، غزها و اقوام پراکنده [پچنگ] و بلغارها همگی در کمین ما بودند. ...

ریمون آگیلی، هیستوریا فرانکاروم، فصل نخست.
محتوای کتاب تاریخ فرانک‌ها در نبرد اورشلیم در پانزده فصل و بدین ترتیب است:
1. فصل اول: سفر به سوی دالماسیا و حیله بیزانسی‌ها به نحوه حرکت سپاهیان صلیبی پرووانسی تحت فرماندهی ریموند سن‌جیل به سوی شرق و وصف وقایع و رخدادهایی که صلیبیون در مسیر حرکت به دالماسیا (برخورد با اسلاوها)، سکوتاری (برخورد با صرب‌ها) و دورازو (برخورد با بیزانسی‌ها) با آن روبه‌رو بودند و پیامدهای آن اختصاص دارد.[۲۴]
2. فصل دوم: دربارهٔ نحوهٔ عبور صلیبیون از سرزمین یونانی‌ها و روابط ریموند کنت سن‌جیل و امپراتور آلکسیوس کمننوس اول است.[۲۵]
3. فصل سوم: در خصوص نحوهٔ محاصره و سقوط نیقیه و عبور فرانک‌ها از آناتولی در ۴ مه ۱۰۹۷ است. روایت ریمون آگیلی دربارهٔ محاصره نیقیه شبیه گزارش مؤلف کتاب گشتا است و هر یک از آن دو نویسنده در اشاره به جزئیات به منابع متعددی اشاره می‌کنند.[۲۶]
4. فصل چهارم: دربارهٔ بسته‌شده راه‌ها و آغاز محاصره انطاکیه و نحوهٔ رویارویی و روابط صلیبیون با ترکان سلجوقی است.[۲۷]
5. فصل پنجم: مراحل پایانی محاصرهٔ انطاکیه و وصف تشدید محاصره آن شهر و وضعیت طرفین را بررسی می‌کند.[۲۸]
6. فصل ششم: حوادث مربوط به نحوهٔ غلبه و استیلاء فرانک‌ها بر انطاکیه و تأسیس امیرنشین صلیبی در آن، شرح داده شده‌است.[۲۹]
7. فصل هفتم: در خصوص محاصره انطاکیه از سوی کربوغا، فرمانده سلجوقی و خبر یافتن صلیب مقدس است. ریمون آگیلی نسبت به دیگر مورخان صلیبی، داستان صلیب مقدس و رویاهای پتر بارتلمه را با جزئیات بیشتری بیان نموده‌است.[۳۰]
8. فصل هشتم: در باب شکست کربوغا از فرانک‌ها است.[۳۱]
9. فصل نهم: به مرگ ادهمار در انطاکیه در ۱ اوت ۱۰۹۸ و پیامدهای آن در سپاه صلیبی و ابلاغ رؤیا، درگیری میان فرماندهان صلیبی، وضعیت شهرها و مردم تحت سلطه صلیبیون و …، بازگشت بوهموند به کیلیکیه و رفتن گادفری به شهر رُها و … می‌پردازد.[۳۲]
10. فصل دهم: دربارهٔ نحوهٔ غلبه صلیبیون بر باره به فرماندهی ریموند سن‌جیل و بوهموند در ۲۵ سپتامبر و غلبه بر معرمه‌النعمان در ۲۸ نوامبر ۱۰۹۸ و کشتار شدید ساکنان آن و دفاع اهالی‌شان از مسلمانان و … است.[۳۳]
11. فصل یازدهم: به شروع دوباره پیشروی صلیبیون به سرزمین شام و آغاز محاصره شهر عرقه و اقدامات مسیحیان و وضعیت آنها در این مناطق اختصاص دارد.[۳۴]
12. فصل دوازدهم: وصف رویاهای متعددی است که در جنگ صلیبی اول از سوی پروردگار به سوی صلیبیون فرستاده شده بود که مهم‌ترین آن، ماجرای نیزه مقدس است.[۳۵]
13. فصل سیزدهم: دربارهٔ رها کردن محاصره عرقه از سوی صلیبیون به فرماندهی ریموند سن‌جیل و دیگران و پراکنده شدن سپاه صلیبی و از سرگیری حرکت به سوی اورشلیم است.[۳۶]
14. فصل چهاردهم: به محاصره اورشلیم و غلبه بر آن در ۱۵ ژوئیه ۱۰۹۹ و توصیف نقش ناوگان جنوایی‌ها در این پیروزی؛ کشتار مسلمانان در سراسر سرزمین مقدس و نحوهٔ فتح شهرهای مختلف؛ تشکیل حکومت لاتینی در این سرزمین و … می‌پردازد.[۳۷]
15. فصل پانزدهم: دربارهٔ وقایع و حوادث پس از سقوط اورشلیم، نبرد عسقلان و نحوه غلبه صلیبیون بر این شهر ۱۲ اوت ۱۰۹۹، و پیروزی آنها بر نیروهای فاطمیان، بخش آخر مشاهدات عینی ثبت شده اوست که در قالب گزارشی مفصل آن را بیان می‌کند.[۳۸][۳۹]

همچنین، در مقدمه کتاب ریمون آگیلی پس از تسخیر اورشلیم در ژوئیه ۱۰۹۹ نوشته شده و وی در آن به ارتش صلیبی با عنوان ارتش پیروز اشاره می‌کند. بر طبق شواهد، به نظر می‌رسد ریمون نگارش کتاب تاریخ فرانک‌ها در نبرد اورشلیم را در هنگام محاصره انطاکیه در سال ۱۰۹۸ آغاز کرده باشد. از آنجایی که هیچ نشانه‌ای مبنی بر اطلاع ریمون آگیلی از مرگ ریموند سن‌جیل در سال ۱۱۰۵ وجود ندارد، بنابراین به احتمال زیاد گزارش وی در اوایل دهه ۱۱۰۰ کامل شده‌است. همچنین نسخهٔ خطی اصلی این کتاب باقی نمانده‌است اما ۶ کپی از آن موجود است که تاریخ آن‌ها به قرن‌های ۱۲ و ۱۳ میلادی می‌رسد.

## ویژگی‌ها
از جمله ویژگی‌های سبک نگارش و رویکرد ریمون آگیلی می‌توان به موارد زیر اشاره کرد:
- هر آنچه در باب ریمون آگیلی و حیات وی وجود دارد، برگرفته از اثر وی، هیستوریا فرانکاروم است.[۴۲]
- وی در هنگام لشکرکشی نخست صلیبی به کسوت کشیشی و با سمت سرکشیش مخصوص به خدمت ریموند سن‌جیل درآمد. این مقام باعث دسترسی وی بر اطلاعات دقیق و کامل شد و به وی اجازهٔ ورود به شوراها و نشست‌های سیاسی و استراتژیک فرماندهان صلیبی و مشاهدهٔ عینی وقایع را می‌داد و منجر به آگاهی وی از تصمیم‌گیری‌های آن‌ها می‌شد.[۴۳]
- با آن که نوشته‌های ریمون آگیلی همه بر مدار اعمال و کردار ریموند سن‌جیل می‌چرخد و با اینکه وی از هواداران وفادار به این فرمانده بود اما خطاهایش را به هیچ وجه نادیده نمی‌گرفت و از خرده‌گیری بر کارهای به زعم خود، ناروای وی، از جمله توقف طولانی‌اش در انطاکیه و سیاست مودت‌آمیزش با بیزانسی‌ها، روی برنتافته است.[۴۴]
- وی افزون بر مشاهدات عینی‌اش در برهه‌های مختلف جنگ و روابط صلیبیون با مسلمانان و بیزانسی‌ها، به ثبت گزارش‌های شفاهی و شنیده‌هایش از افراد مطمئن نیز پرداخته‌است. به‌علاوه، به نظر می‌رسد که وی نسخه‌ای از کتاب گشتا را برای برخی جزئیات به‌کار برده‌است.[۴۵]
- اقتباس ریمون از مطالب اخلاقی و پندآموز و تعبیرهای کتاب‌های مقدس به اقتضای کلام. اعتقاد وی به رؤیاها و معجزات آسمانی و بیان چندین مورد در حین جنگ صلیبی اول و بیان این باورهای مذهبی در میان حوادث تاریخی و طبیعی از دیگر ویژگی‌های اوست.[۴۶]
- ریمون آگیلی تحت تأثیر تعصب مذهبی‌اش ضمن تبیین و تحلیل دینی وقایع جنگ، دشمنی دو کلیسای شرق (ارتدوکس یونان) و غرب (کاتولیک رم) را نیز خاطر نشان نموده‌است.[۴۷]
- گزافه‌گویی و مبالغه همراه با جزئیات فراوان، دشمنی با سامی‌ها و رویکرد توصیفی وی از دیگر ویژگی‌های سبک نگارش و نگاه وی به جنگ صلیبی است.
- وی در بسیاری از اوقات به ذکر حوادث بدون مشخص نمودن تاریخ دقیق آن، اکتفا می‌کند، در حالی که مؤلف گشتا، همواره تمایل دارد روزهایی که در آن‌ها وقایع تاریخی اتفاق افتاده بودند را مشخص کند.[۴۸]
- آگیلی اولین شخصی است که در این کتاب به ماهیت گروه‌های نظامی همچون شوالیه‌های مهمان‌نواز و شوالیه‌های معبد و دیگر گروه‌های دینی پرداخته‌است.[۴۹]

## نقد و بررسی

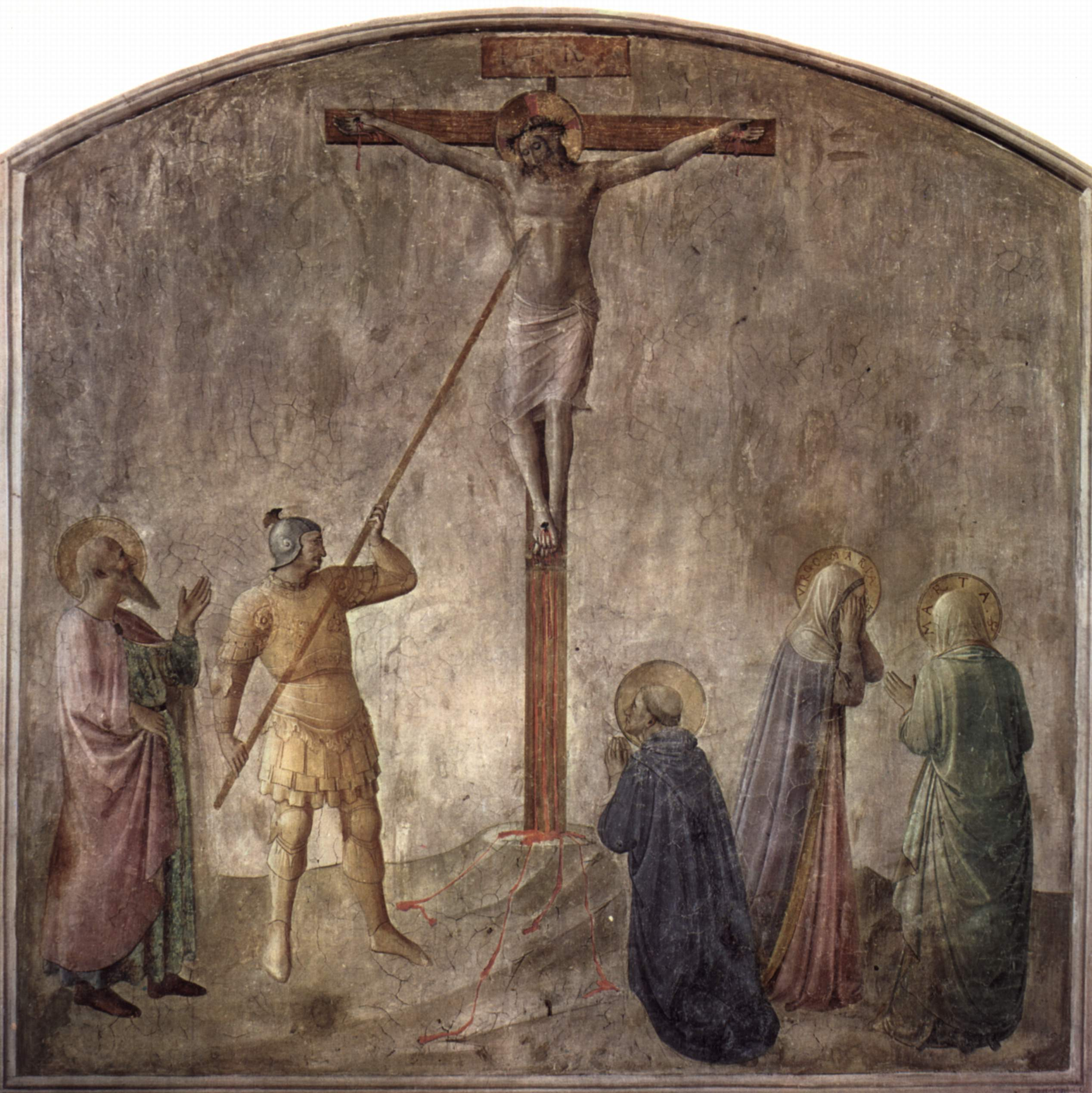
نگاره‌ای از به صلیب کشیدن مسیح و شکافتن پهلوی وی با نیزه که بعدها به نیزه مقدس مشهور شد.

بر خلاف نویسنده کتاب گشتا که با نثری ساده، روشن و باوضوح وقایعی را که خود مشاهده نموده، ثبت کرده‌است، ریمون آگیلی وقایع نخستین جنگ صلیبی را با نثری ملال‌آور و خسته‌کننده شرح داده‌است. عبدالله طاهری ناصری معتقد است که سبک نگارش سطحی و نامناسب کتاب که ناشی از بهره‌مندی ناچیز وی از علوم و معارف است، باعث شده این اثر در مقایسه با دیگر کتاب‌های صلیبی که به شیوه نگارش اهتمام داشتند، اثری ناچیز شمرده شود اما نباید تردید کرد که این کتاب از آثار و متون ارزشمند کلاسیک تاریخ جنگ‌های صلیبی است. با این حال، بر خلاف نویسنده گشتا که از هواداران و ستایش‌گران پرشور بوهموند بوده‌است، ریمون آگیلی از خطاهای ریموند سن‌جیل به هیچ وجه نادیده نمی‌گذشته و از سیاست‌های و اعمال اشتباهش همچون توقف بیش از حد در انطاکیه انتقاد می‌کرده‌است.
ماجرای نیزه مقدس با استناد به مطالب کتاب‌های مقدس و بیان گزارش‌هایی در حقیقی بودن و نبودن آن، مهم‌ترین مسئله‌ای است که از سوی ریمون آگیلی بیان شده‌است که مورد تردید تعدادی از مورخین دوره‌های بعدی قرار گرفت. ریمون در این کتاب به صراحت به موضوعاتی همچون اشیای مقدس علاقه و باور بسیار نشان می‌دهد و خودش را به‌عنوان یکی از نخستین کسانی معرفی می‌کند که رویاهای پتر بارتلمه ــ که مکان نیزه مقدس را نشان داد ــ را باور داشت و نقل می‌کند که وی شخصاً به گروه حفاری زمین کلیسای جامع انطاکیه پیوست و حتی اعتقاد وی با سرنوشت مبهم پتر بارتلمه ــ سوزانده شدن با آتش ــ متزلزل نشد و از طرفداری و حمایت پرشور وی نکاست و روایتش را مختل نکرد. سوزان ادگینگتون، ویراستار کتاب هیستوریا، معقتد است که مشارکت خودجوش و زودباوری زاهدانه ریمون، هر دو نشانهٔ مهم باورهای مردمی و رویکرد عامیانه صلیبیون است. اَلن موری، استاد مطالعات قرون میانه در دانشگاه لیدز، معتقد است که بیان این باور و پیگیری آن عمدتاً به منظور تحریک احساسات دینی صلیبیون و افزودن بر دلاوری و شجاعت فرانکی‌ها در غلبه بر شهرهای اسلامی بود. هم ریمون آگیلی و هم نویسنده گمنام گشتا بیان می‌کنند که کشف نیزه مقدس با اشتیاق فراوان مورد توجه صلیبیون قرار گرفت و آن‌ها با نیرو گرفتن معنوی از آن و باور به حمایت الهی از خود، به شکست محاصره انطاکیه در ۲۸ ژوئن ۱۰۹۸ اهتمام نمودند.
با این حال، با صرف نظر از همه اهداف و نیت‌ها، کتاب هیستوریای ریمون آگیلی منبعی دسته اول و مستقل دربارهٔ جنگ صلیبی اول و به موازات و در کنار کتاب گشتا و فوشیه شارتری از اهمیت و اعتبار برخوردار و مرجع مورخان متعدد پس از خود بوده‌است.

## واژه‌نامه
1. ↑  Susan B. Edgington
2. ↑  John H. Hill
3. ↑  Laurita L. Hill
4. ↑  François Guizot
5. ↑  Historia Francorum Qui Ceperunt Iherusalem

## یادداشت
1. ↑  نسخه اصلی باقی نمانده و فقط ۶ کپی از آن باقی مانده که متعلق به قرن ۱۲ و ۱۳ هستند.

### فارسی و عربی
- زکار، سهیل (۱۹۹۰). الموسوعه الشامیه فی تاریخ الحروب الصلیبیه (به عربی). دارالفکر.
- ناصری طاهری، عبدالله (۱۳۹۴). تاریخ جامع جنگ‌های صلیبی؛ پژوهش و تحلیل (۱). قم: پژوهشگاه حوزه و دانشگاه.
- ناصری طاهری، عبدالله (۱۳۹۳). تاریخ جامع جنگ‌های صلیبی؛ جنگ اول صلیبی (منابع). قم: پژوهشگاه حوزه و دانشگاه.
- یوسف، جوزف نسیم (۱۹۸۱). العرب و الروم و اللاتین فی الحروب الصلیبیة (به عربی). بیروت: دارالنهضة العربیة.

### انگلیسی
- Asbridge, Thomas (2004). The First Crusade: A New History (به انگلیسی). Oxford.
- Edgington, Susan B. (2006). The Crusades: An Encyclopedia (به انگلیسی). Santa Barbara, California: ABC Clio.
- Frankopan, Peter (2012). The First Crusade: The Call from the East (به انگلیسی). Harvard University Press.
- Hindley, Geoffrey (2004). A Brief History of the Crusades: Islam and Christianity in the Struggle for World Supremacy (به انگلیسی). London: Constable & Robinson.
- Hill, John Hugh (1967). Raymond IV; count of Toulouse (به انگلیسی). Syracuse University Press.
- Holt, Peter M. (1989). The Age of the Crusades: The Near East from the Eleventh Century to 1517 (به انگلیسی). Longman.
- Krey, August C. (2007). The First Crusade: The Accounts of Eye-Witnesses and Participants (به انگلیسی). Wipf and Stock Publishers.
- Murray, Alan (2006). The Crusades: An Encyclopedia (به انگلیسی). Santa Barbara, California: ABC Clio.
- Riley-Smith, Jonathan (2005). The Crusades: A History (به انگلیسی) (دوم ed.). Yale University Press.
- Runciman, Steven (1951). A History of the Crusades (به انگلیسی). Vol. I:The First Crusade and the Foundation of the Kingdom of Jerusalem. Cambridge. (abridged version: The First Crusade, Cambridge (1980), شابک ‎۰−۵۲۱−۲۳۲۵۵−۴).
- Runciman, Steven (1952). A History of the Crusades (به انگلیسی). Vol. II:The Kingdom of Jerusalem and the Frankish East, 1100–1187 (repr. Folio Society, 1994 ed.). Cambridge.
- Tyerman, Christopher (2006). God's War: A New History of the Crusades (به انگلیسی). Belknap Press of Harvard University Press.